# Antrea Mita
Antrea Mita (griechisch Αντόνιο Μίτα; * 4. Mai 2005) ist ein griechischer Leichtathlet, der sich auf den Hochsprung spezialisiert hat.

## Sportliche Laufbahn
Erste Erfahrungen bei internationalen Meisterschaften sammelte Antrea Mita im Jahr 2021, als er bei den U18-Balkan-Meisterschaften in Kraljevo mit übersprungenen 2,05 m die Bronzemedaille gewann. Im Jahr darauf belegte er bei den U18-Europameisterschaften in Jerusalem mit 2,13 m den vierten Platz und anschließend gewann er bei den U20-Balkan-Meisterschaften in Denizli die Bronzemedaille. 2023 gelangte er bei den U20-Europameisterschaften in Jerusalem mit 2,09 m auf den elften Platz und im selben Jahr begann er ein Studium an der University of Houston in den Vereinigten Staaten. 2024 belegte er bei den U20-Weltmeisterschaften in Lima mit 2,12 m den fünften Platz und im Jahr darauf verpasste er bei den U23-Europameisterschaften in Bergen mit 2,13 m den Finaleinzug. Anschließend belegte er bei den Balkan-Meisterschaften in Volos mit 2,15 m den vierten Platz.
In den Jahren 2023 und 2024 wurde Mita griechischer Meister im Hochsprung im Freien sowie 2021 in der Halle.